# Cimetière national Andrew Johnson
Le cimetière national Andrew Johnson est un des cimetières nationaux des États-Unis situé sur le terrain du site historique national Andrew Johnson à Greeneville, dans le Tennessee. Créé en 1906, le cimetière est construit autour du lieu de repos d'Andrew Johnson, le dix-septième président des États-Unis, et comprend plus de deux mille tombes.
Andrew Johnson acquiert vingt-trois acres à l'extérieur de Greeneville sur « Signal Hill » en 1852. Il est connu par tradition familiale qu'Andrew Johnson appréciait grandement la vue de la fournie par la colline. Il est aussi connu que la colline de Signal Hill est un excellent site pour les soldats pour transmettre des signaux aux forces amies. À la mort de Johnson, il est enterré sur la propriété, le 3 août 1875. Les funérailles sont effectuées par les francs-maçons. Le 5 juin 1878, une statue de marbre de 28 pieds (8,5 m) de haut est placée sur la tombe de Johnson. Le monument est considéré comme tellement imposant que le nom de la colline change pour « Monument Hill ». Sa fille Martha Johnson Patterson souhaite le 2 septembre 1898 que le terrain devienne un parc. De plus, elle pousse en 1900 pour faire du site un cimetière national, de sorte qu'au lieu que l'entretien soit dévolu à la famille Johnson il le soit au gouvernement fédéral. Le congrès des États-Unis choisit d'en faire un cimetière national en 1906 et en 1908, le département à la Guerre des États-Unis en prend le contrôle. En 1939, il y a 100 tombes au total dans le cimetière. Le 23 mai 1942, le contrôle du cimetière revient au service des parcs nationaux,,.
Lorsque la zone devient un cimetière, deux fils d'Andrew Johnson sont ré-inhumés. Charles Johnson avait été enterré à Nashville, au Tennessee; il est mort en 1863 à la suite d'une chute de cheval, alors qu'il travaille en tant que chirurgien militaire. Robert Johnson, qui est mort peu de temps après le retour des Johnson en 1869 à Greeneville, avait été à l'origine enterré à Mount Olivet à Greeneville. Plusieurs autres membres de la famille Johnson, y compris des petits enfants, seront plus tard enterrés dans le cimetière. Il s'agit notamment de sa fille Martha et son mari, l'ancien sénateur des États-Unis du Tennessee David Patterson.
Lorsque le service des parcs nationaux reçoit la responsabilité du cimetière en 1942, il décide de ne plus autoriser d'inhumation, afin de préserver le caractère historique des cimetières. Grâce aux efforts déployés par l'American Legion et les filles de la révolution américaine, le cimetière accepte une fois de plus de nouvelles inhumations, faisant du cimetière national, l'un des rares contrôlés par le service des parcs nationaux à contenir des soldats des deux guerres mondiales, de la guerre hispano-américaine, de la guerre de Corée, de la guerre du Viêt Nam et de la guerre du Golfe. Avec le cimetière national d'Andersonville, il est le seul cimetière national contrôlé par le département de l'Intérieur des États-Unis à accepter de nouvelles sépultures.
Le monument en marbre représente la constitution des États-Unis, un aigle, et la Bible.